# Шилентабор
Шилентабор (словен. Šilentabor, итал. Tabor di Sémbie) је насељено место у општини Пивка, Приморско-нотрањска регија, Словенија.

## Историја
До територијалне реорганизације у Словенији био је у саставу старе општине Постојна.

## Становништво
У попису становништва из 2011. године, Шилентабор је имао 9 становника.
| Број становника према пописима | Број становника према пописима | Број становника према пописима |
| ------------------------------ | ------------------------------ | ------------------------------ |
| 1991                           | 2002                           | 2011                           |
| 12                             | 9                              | 9                              |

Напомена: До 1955. исказивано под именом Табор, а од 1955. до 2000. под именом Табор над Кнежаком.